# Ogończyk blady
Ogończyk blady (Synallaxis albescens) – gatunek małego ptaka z rodziny garncarzowatych (Furnariidae). Występuje w Ameryce Centralnej i Południowej.
Zasiedla kolczaste zakrzewienia. Brakuje szczegółowych danych dotyczących pożywienia. Tak jak inni przedstawiciele rodzaju żeruje na ziemi. Gniazdo zbudowane z gałązek posiada tunel wejściowy. 2–3 jaja wysiadywane są przez 15–16 dni.

## Taksonomia
Gatunek po raz pierwszy opisał Coenraad Jacob Temminck w roku 1823 w ilustrowanym dziele Nouveau recueil de planches coloriées d’oiseaux, w tomie trzecim. Nadał mu obecnie używaną nazwę naukową Synallaxis albescens. Temminck nie odnotował, skąd pochodzi holotyp oraz kto go zebrał. Tablica barwna zawierająca wizerunek ogończyka bladego nosiła numer 227; okaz, na podstawie którego wykonano ilustrację, został więc dostarczony 27 września 1823 roku w dostawie 38. (tyczy się to ptaków z tablic między 222–227 włącznie).
Podgatunek australis cechuje odmienny głos, co sugeruje, że może on być osobnym gatunkiem. Wśród przedstawicieli poszczególnych podgatunków widoczna jest reguła Glogera. Proponowany podgatunek hypoleuca (centralna Panama), opisany jako niemal czysto biały od spodu, włączany jest do podgatunku latitabunda. Proponowany podgatunek griseonota, pochodzący z miejsca zlewania się rzek Tapajós i Amazonki, został opisany jako mający jaśniejszy wierzch głowy i pokrywy skrzydłowe oraz bardziej szary spód ciała niż podgatunek inaequalis, jednakże uznanie go za odrębny takson wymagałoby dalszych badań.
Według IOC wyróżnia się następujące podgatunki:

- S. a. latitabunda Bangs, 1907
- S. a. insignis Zimmer, 1935
- S. a. occipitalis Madarász, 1903
- S. a. littoralis Todd, 1948
- S. a. perpallida Todd, 1916
- S. a. nesiotis A.H. Clark, 1902
- S. a. trinitatis Zimmer, 1935
- S. a. josephinae Chubb, 1919
- S. a. inaequalis Zimmer, 1935
- S. a. pullata Ripley, 1955
- S. a. griseonota Todd, 1948
- S. a. albescens Temminck, 1823 (ogończyk blady[3])
- S. a. australis Zimmer, 1935 (ogończyk południowy[3])

Znaczenie nazwy naukowej
Nazwa rodzajowa Synallaxis pochodzi od francuskiego słowa Synallaxe, którym Louis Jean Pierre Vieillot określił przedstawicieli tego rodzaju (ang. spinetails). Nazwa ta pochodzi od greckiego słowa sunallaxis – wymieniać – i nawiązuje do ich charakterystycznego wyglądu, odróżniającego te ptaki od pozostałych przedstawicieli rodziny. Nazwa gatunkowa albescens pochodzi z łaciny i oznacza „białawy”.

## Morfologia
Opis dotyczy podgatunku nominatywnego. Czoło ciemnoszare. Tęczówka czerwona. Od oka do górnej szczęki biegnie biały pas. Górna szczęka szara, zaś dolna różowawa. Wierzch i tył głowy rudobrązowe, podobnie jak i część pokryw skrzydłowych. Broda i gardło białe, spód ciała kremowy. Boki głowy, kark, grzbiet i pokrywy nadogonowe szarobrązowe. Lotki na zewnętrznych chorągiewkach brązowawo obrzeżone. Sterówki rudobrązowe. Dziewiąta lotka I rzędu znacznie dłuższa niż lotki II-rzędowe (cecha ta występuje u jeszcze jednego gatunku z rodzaju, ogończyka rudogłowego S. ruficapilla).
Całkowita długość ciała wynosi około 16,5 cm, w tym ogona ok. 76 mm i dzioba 11 mm. Skrzydło mierzy 51 mm, skok 20 mm. Masa ciała dla ptaków badanych w Wenezueli wynosiła dla 5 osobników od 11,9 do 14,5 g.
Grubość stosiny u nasady sterówek wynosi 0,88–1,00 mm, natomiast na zakończeniu sterówki 0,18–0,20 mm.
Zebraną w Tucumán młodocianą samicę cechował brak barwy rudej na wierzchu głowy, ciemniejszy i bardziej rudawy ogon oraz oliwokowobrązowy wierzch ciała.

## Zasięg występowania
Całkowity zasięg występowania szacowany jest na 9 890 000 km². Rozciąga się on od zachodniej Kostaryki do centralnej Panamy, od Kolumbii (z wyjątkiem południowo-wschodniej części) po Gujanę Francuską i od zachodniej Brazylii po jej północną, zachodnią i południową część i dalej na południe poprzez Boliwię, Paragwaj i zachodni Urugwaj aż po centralną Argentynę.

### Środowisko
Zasiedla kolczaste zakrzewienia, w tym gęste i splątane, na piaszczystych glebach. Badania przeprowadzone na terenie Monte Desert w Argentynie wykazały, że zagęszczenie ogończyków bladych w trakcie sezonu lęgowego jest wyższe w zaroślach drzew Prosopis flexuosa (bobowate) niż w zakrzewieniach zdominowanych przez Larrea cuneifolia. W Brazylii zasiedla również formacje roślinne typu caatinga.
BirdLife International podaje maksymalną wysokość występowania na 1500 m n.p.m., lecz był odnotowywany w Kolumbii na wysokości 2200 m n.p.m.
W 1979 roku, między lipcem a sierpniem, obserwowano ten gatunek na piaszczystym wybrzeżu południowego Peru. Osobniki te przebywały w wysokiej trawie pod wierzbą oraz w krzewach, szczególnie z rodzaju Tessaria. Odnotowano także ten gatunek na zalanym polu ryżowym w Gujanie, gdzie się zagnieździł.

## Zachowanie
Zazwyczaj przebywa w roślinności blisko podłoża. Podobnie jak inni przedstawiciele rodziny, jest owadożerny; brak jednak szczegółowych danych. Przedstawiciele rodzaju Synallaxis żerują na ziemi, parami lub w wielogatunkowych stadach. Dla tego gatunku odnotowano żerowanie w stadzie z drzewiarzem białobrewym (Lepidocolaptes angustirostris). Jednokrotnie obserwowano ten gatunek podążający za mrówkami z gatunków określanych w języku angielskim jako army ants.
Pieśń tego gatunku składa się z dwóch dźwięków. Pierwszy jest wznoszącym się, drugi zniżającym się brzęczeniem. Występują różnice w odgłosach zależnie od podgatunku. U S.a. australis pieśń również składa się z wyższych dźwięków; po pierwszym buczącym następują dwa szybkie i gwałtowne. Druga z możliwych pieśni ogończyka bladego to przyśpieszający tryl, podobny jak u ogończyka brazylijskiego (S. hypospodia). Zaniepokojone osobniki odzywają się długim terkotem. Głos kontaktowy zmienny, wśród nagranych odgłosów wymienić można także suche pit.

## Lęgi
Według badań prowadzonych od roku 2003 do 2011, obejmujących 35 gniazd, okres lęgowy przypada od września do sierpnia. W Argentynie ptak gnieździ się od listopada do marca.
Całkowita długość gniazda, zmierzona u podgatunku insignis, wynosi 44 cm. Składa się ono z długiego, wąskiego tunelu wejściowego i komory gniazdowej. Jedno z zaobserwowanych gniazd mieściło się w kolczastym krzewie ok. 1,2 metra nad ziemią. Budulec stanowią gałązki. Preferowany gatunek krzewu do umieszczenia gniazda to Davilla elliptica (ukęślowate). W badaniach prowadzonych w latach 2003–2011 długość tunelu wynosiła około 11 cm, zaś w innych badaniach uzyskano wynik 8,5 do 27,7 cm (dla ośmiu gniazd). Średnica tunelu wejściowego to 5–10 cm. Budowa całego gniazda zajmuje 5–8 dni.
Odnotowano umieszczanie skór węży w wejściu do gniazda. Podobne zachowanie zauważono u muchołapa czubatego (Myiarchus crinitus); u innych gatunków wężowe skóry nie są umieszczane wewnątrz gniazda. Nie są znane przyczyny tego zachowania, jedna z hipotez mówi, że ma to odstraszać małe gryzonie przed splądrowaniem jaj czy piskląt. W rodzaju Synallaxis spotykano także umieszczanie w gnieździe wypluwek sów i odchodów ssaków, przypuszczalnie także w celu zniechęcenia drapieżników.
Jaja zebrane w regionie rzeki Orinoko w liczbie dwóch miały barwę jasnokremową z nieznacznie zielonym zabarwieniem i wymiary 21x15 mm i 20x15 mm. Okazy znajdujące się w zbiorach Muzeum Brytyjskiego mają barwę białoniebieskawą i kształt owalny. Jaja składane są w liczbie 2–3. Wśród 35 zbadanych gniazd w 63% z nich znajdywały się 3 jaja, w 31% dwa jaja, zaś w jednym gnieździe jedynie jedno jajo. Zbadano jedynie dwa z nich, ich masa wynosiła 1,6–2,0 g.
Inkubacja trwa 15–16 dni, wysiadują oba ptaki z pary; pisklęta przebywają w gnieździe 15 dni po wykluciu. Jeżeli pisklęta bliskie opierzenia zostaną w gnieździe zaniepokojone, wyskakują z niego, by ukryć się w trawie. Brakuje szczegółowych danych na temat młodych, jednak u rodziny garncarzowatych pisklęta są zawsze gniazdownikami.
Spośród 35 zbadanych gniazd w 16 znaleziono jaja, z czego później w jedenastu lęg padł ofiarą drapieżnika, w czterech młode dożyły opierzenia, a jedno zostało opuszczone w trakcie inkubacji.
Odnotowano pasożytnictwo lęgowe ze strony klinochwostki paskowanej (Tapera naevia).

## Podgatunki
| Podgatunek                       | Zasięg występowania                                                                    | Morfologia |
| -------------------------------- | -------------------------------------------------------------------------------------- | --- |
| S. a. latitabunda Bangs, 1907    | Południowo-zachodnia Kostaryka do północno-zachodniej Kolumbii                         | Podobny do podgatunku nominatywnego. Rudobrązowa plama z tyłu głowy większa, granice białego obszaru gardła wyraźniejsze, przez pierś biegnie wyraźny, szary pas; lotki bardziej ceglaste. Skrzydło 48–53,5 mm, ogon 62,5–69,5 mm, dziób 11–11,5 mm |
| S. a. insignis Zimmer, 1935      | Północno-centralna Kolumbia oraz zachodnia Wenezuela                                   | Syn. S. a. albigularis. Nieznacznie ciemniejszy. Całkowita długość 150 mm, skrzydło 55 mm, ogon 80–85 (według innego źródła średnio 73 mm (♂)), dziób 10 mm, skok 20,5 mm                                                                           |
| S. a. occipitalis Madarász, 1903 | Pasmo górskie Serranía de Perijá                                                       | Barwa rudobrązowa na głowie występuje jedynie na potylicy. Z wierzchu nieco bardziej szary i ciemny. Od spodu ciemnobrązowoszary. Całkowita długość 175 mm, skrzydło 60 mm, ogon 90 mm, dziób 12 mm, skok 20 mm                                     |
| S. a. littoralis Todd, 1948      | Wybrzeża północnej Kolumbii                                                            | Przypomina podgatunek insignis, lecz ogon krótszy, wierzch ciała bardziej brązowy. Spód ciała jaśniejszy. Skrzydło 57 mm, ogon 70 mm, dziób 11,5 mm, skok 19 mm                                                                                     |
| S. a. perpallida Todd, 1916      | Północna Kolumbia i północno-zachodnia Wenezuela                                       | Czoło i wierzch ciała bardziej szare, mniej rudawe. Wierzch głowy i pokrywy skrzydłowe mniej intensywnie ubarwione. Skrzydło 58 mm, ogon 71 mm |
| S. a. nesiotis A.H. Clark, 1902  | Okolice Santa Marta (północno-wschodnia Kolumbia), północna Wenezuela, wyspa Margarita | Najbardziej charakterystyczną cechą tego podgatunku są pokrywy podskrzydłowe barwy kremowej; u podg. nominatywnego przybierają barwę płowożółtą. Pokrywy skrzydłowe żółtawe, pokrywy podogonowe jaśniejsze. Skrzydło 53–58 mm, ogon 76–84 mm        |
| S. a. trinitatis Zimmer, 1935    | Wschodnia Wenezuela i Trynidad                                                         | Wyglądem przypomina podgatunek nesiotis, lecz z wierzchu brązowy, z ciemniejszą czapeczką i pokrywami skrzydłowymi. Skrzydło 57 mm, ogon 75 mm, dziób 10,5 mm, skok 19,5 mm                                                                         |
| S. a. josephinae Chubb, 1919     | Południowa Wenezuela, Gujana, Surinam i północna Brazylia                              | Posiada ziemistobrązowe czoło, szyję, wierzch ciała, lotki i ogon; wierzch głowy i pokrywy nadogonowe kasztanowe. Całkowita długość (♂) 149 mm, dziób 14 mm, skrzydło 60 mm (♀ 58 mm), ogon 72 mm, skok 21 mm Masa ciała 14,6–14,7 g.               |
| S. a. inaequalis Zimmer, 1935    | Gujana Francuska i północno-wschodnia Brazylia                                         | Przypomina podgatunek josephinae, lecz znacznie jaśniejszy; pierś popielata lub biaława. Skrzydło 54 mm, ogon 68 mm, dziób 10,5 mm, skok 19,5 mm |
| S. a. pullata Ripley, 1955       | Zachodnia Brazylia                                                                     | Najciemniejszy spośród wszystkich podgatunków. Kolor grzbietu określony jako ciemna sepia do szarobrązowego. Wymiarów nie podano |
| S. a. griseonota Todd, 1948      | Centralna Brazylia                                                                     | Przypomina podgatunek inaequalis, lecz z wierzchu bardziej szary, ponadto pokrywy skrzydłowe i wierzch głowy posiadają jaśniejszą rudą barwę. Wymiarów dla dwóch zebranych okazów nie podano                                                        |
| S. a. albescens Temminck, 1823   | Wschodnia Brazylia do wschodniego Paragwaju i północno-wschodniej Argentyny            | Patrz sekcja Morfologia |
| S. a. australis Zimmer, 1935     | Wschodnia Boliwia, zachodni Paragwaj i północno-zachodnia Argentyna                    | Przypomina podgatunek nominatywny, lecz posiada ciemniejszy wierzch ciała, ruda czapeczka na głowie posiada oliwkowoszare zakończenia piór, pokrywy skrzydłowe rudo obrzeżone jedynie u nasady. Skrzydło 56 mm, ogon 67 mm, dziób 10 mm, skok 18 mm |

## Pasożyty
U ptaków badanych w ekoregionie Cerrado wykryto obecność roztoczy. U 14 osobników, z czego 50% stanowiły ptaki młode, odnaleziono przedstawicieli rodzaju Analges (Analgidae). Na jednej samicy pasożytowały nieokreślone gatunki z rodziny Proctophyllodidae, natomiast na dziewięciu osobnikach znajdowały się osobniki z rodzaju Pterodectes.

## Status i zagrożenia
IUCN klasyfikuje ogończyka bladego jako gatunek najmniejszej troski (LC, Least Concern) nieprzerwanie od 1988 roku. Organizacja Partners in Flight szacuje całkowitą liczebność populacji na około 50 milionów dorosłych osobników, a jej trend uznaje za stabilny. Ptak ten opisywany jest jako pospolity. W trakcie obserwacji w Argentynie w marcu 1993 średnie zagęszczenie zostało oszacowane na 0,21 osobnika na hektar.
Populacja we wschodniej Brazylii określana jest jako mało podatna na niepokojenie ze strony ludzi. W Rio Grande do Sul posiada status gatunku narażonego (VU, Vulnerable), zaś w rejonie równiny Pantanal status nieznany (dane na rok 2004).